# Михайлівка (Олександрійський район)
Миха́йлівка (до 1917 — Сухиново) — село в Україні, у Попельнастівській сільській громаді Олександрійського району Кіровоградської області. Населення становить 272 осіб.

## Історія
Село Михайлівка засноване приблизно в 1760−1765 роках поміщиком Іваном Сухиновим, батьком відомого декабриста Івана Івановича Сухинова, поручика Чернігівського полку, який брав участь у повстанні декабристів 14 грудня  1825 року, на честь якого село дістало назву Сухиново. Станом на 1886 рік у селі Овнянської волості Олександрійського повіту Херсонської губернії мешкало 85 осіб, налічувалось 11 дворових господарств, існувала православна церква. В 1917  році  після Жовтневого перевороту село  Сухиново  було перейменовано  в  село Михайлівку на  честь революціонера Михайла (прізвище невідоме), розстріляного урядом  Царської Росії за  участь у революції 1905  року.
Вже в радянські часи сільській  раді, яка знаходилась в селі Михайлівка (колишнє село Сухиново), були підпорядковані 12 сіл. Серед цих сіл було село Червона Воля (народне Красно Раївка), яке згодом розбудувалося і сюди перенесли сільську раду і колгоспну контору.  Після цього ці  два  села  об'єднали (географічно села знаходились поруч, їх  роз'єднував лише невеличкий ставок). Село Червона Воля отримало назву — Михайлівка, а колишня Михайлівка перетворилась на вулицю Декабристів. 

## Населення
Згідно з переписом УРСР 1989 року чисельність наявного населення села становила 326 осіб, з яких 151 чоловік та 175 жінок.
За переписом населення України 2001 року в селі мешкала 321 особа.

### Мова
Розподіл населення за рідною мовою за даними перепису 2001 року:
| Мова       | Відсоток |
| ---------- | -------- |
| українська | 94,08 %  |
| російська  | 2,80 %   |
| білоруська | 0,62 %   |
| інші       | 2,50 %   |

## Культура
У селі з 1984 року діє ансамбль української народної пісні «Червона калина» під керівництвом незмінного керівника Коломойця Дмитра Івановича.

## Постаті
- Глядківський Павло Семенович (1896—1979) — історик школи Грушевського.
- Ляшок Олександр Іванович (1995—2019) — старший матрос Збройних сил України, учасник російсько-української війни.